# Petrosaspongia nigra
Petrosaspongia nigra är en svampdjursart som beskrevs av Patricia R. Bergquist 1995. Petrosaspongia nigra ingår i släktet Petrosaspongia och familjen Thorectidae.
Artens utbredningsområde är havet kring Nya Kaledonien. Inga underarter finns listade i Catalogue of Life.